# Afarsko
Afarsko (afarsky: Qafar,amharsky አፋር), plným názvem Afarský stát, je jedním ze svazových států (kililoch) Etiopie. Jeho hlavním městem je od roku 2007 Semera (předtím Asaita). Většinu obyvatel tvoří Afarové. Na území Afarska se nachází Afarský trojúhelník, místo původu prvních hominidů. Na severu hraničí Afarsko s Eritreou, na východě s Džibutskem. V rámci Etiopie sousedí na východě s etiopskou části Somálska, na jihu s Oromií a na západě s Amharskem a Tigrajskem.
V roce 2012 žilo v Afarsku 1 602 995 obyvatel. Většina z nich byli muslimští Afarové (90%) a významnou menšinou byli křesťanštví Amharové (5%).

## Zajímavosti
V oblasti Danakilské prolákliny leží jedno z nejslanějších jezer světa jménem Gaet’ale, které patrně vzniklo při zemětřesení v roce 2005. Slanost jeho vody činí až 43,3 %.